# Crow Agency
Crow Agency is een plaats (census-designated place) in de Amerikaanse staat Montana, en valt bestuurlijk gezien onder Big Horn County. Nabij Crow Agency vond in 1876 de Slag bij de Little Bighorn plaats.

## Demografie
Bij de volkstelling in 2000 werd het aantal inwoners vastgesteld op 1552.

## Geografie
Volgens het United States Census Bureau beslaat de plaats een oppervlakte van
18,8 km², geheel bestaande uit land. Crow Agency ligt op ongeveer 926 m boven zeeniveau.

## Plaatsen in de nabije omgeving
De onderstaande figuur toont nabijgelegen plaatsen in een straal van 40 km rond Crow Agency.